# Вильмс, Юри
Ю́ри Вильмс или Юрий Рейнович Вильмс (эст. Jüri Vilms; 13 марта 1889, д. Аркма, Кабальская волость, Феллинский уезд, Лифляндская губерния, Российская империя — 13 апреля 1918 (точная дата неизвестна), Хельсинки, Финляндия) — эстонский политик, один из основателей независимой Эстонской Республики.

## Биография
Юри Вильмс родился на хуторе Пидури в деревне Аркма в приходе Пилиствере (ныне в волости Тюри уезда Ярвамаа в Эстонии).
В 1905 году арестовывался царской полицией по политическим причинам, за это был исключён из школы. Бежал в Финляндию, но вскоре вернулся в Эстонию и был снова зачислен в гимназию города Пярну, в 1907 году получил там аттестат зрелости.
С 1907 по 1911 годы изучал юриспруденцию в Тартуском университете. В период учёбы стал членом Общества эстонских студентов, где впоследствии был выбран председателем. После окончания университета работал адвокатом в Таллине. Чуть позже открыл собственную юридическую фирму.

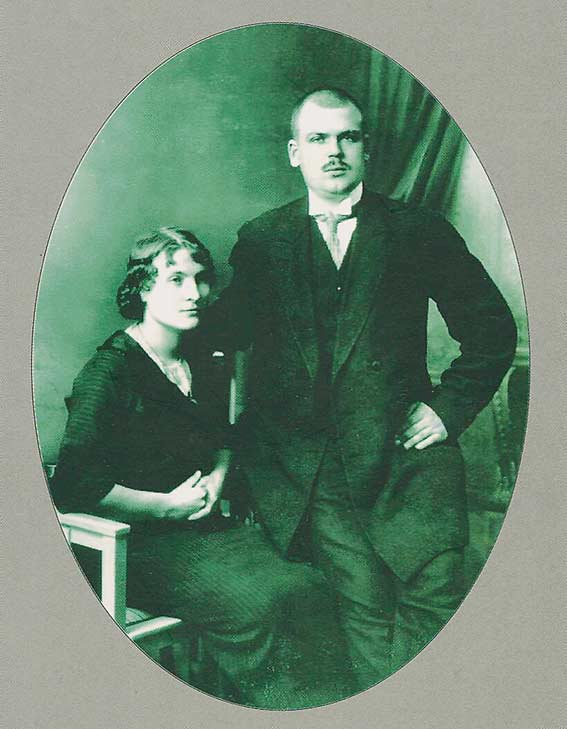
Юри Вильмс c Мари Оберст, коллегой по юридическому факультету Тартуского университета.

С начала Первой мировой войны Вильмс был связан с эстонским национальным движением и публиковал статьи, в которых требовал автономии для Эстонии в составе Российской империи. Подверг критике политические понятия Яана Тыниссона, который защищал идею культурной автономии и идеи Константина Пятса, который, в свою очередь, видел политические возможности в сотрудничестве с балтийскими немцами в Эстонии.
В 1917 году Вильмс основал новую политическую партию Эстонии — левоцентристскую Eesti Tööerakond (Эстонская трудовая партия). В конце 1917 года избран во Всероссийское учредительное собрание в Эстляндском избирательном округе по списку № 3 (Эстонская трудовая партия). Участник единственного заседания Учредительного Собрания 5 января 1918 года, вошёл во фракцию трудовиков.
19 февраля 1918 года Юри Вильмс вместе с Константином Пятсом и Константином Коником представляли Совет старейшин эстонского ландрата (эст. Eesti Maanõukogu Vanematekogu) на созданном Комитете спасения Эстонии (эст. Eestimaa Päästekomitee). Было принято соглашение, по которому вся исполнительная власть доверялась Комитету спасения Эстонии. 24 февраля 1918 года Эстония была провозглашена независимой республикой. В тот же день комитет спасения назначил Временное правительство Эстонии, в котором Вильмс был назначен заместителем главы правительства и министром судейских дел.
В конце марта 1918 года во время немецкой оккупации Эстонии Вильмс собрался с тремя соратниками (Арнольд Юргенс, Йоханнес Пейстик и Алексей Рюнк) на санях и на лошади поехать из Кясму в Финляндию и Швецию по Балтийскому морю, которое в то время было покрыто льдом. Там он рассчитывал найти внешнеполитическую поддержку молодой Эстонской Республики.
Предполагают, что 24 марта 1918 года все четверо были арестованы немецкими солдатами на острове Суурсаари и вскоре казнены. Несомненные следы путешественников заканчивались на льдах у острова Вайндло. Согласно официальному, но недостоверному расследованию, немцы казнили всех четырёх мужчин на сахарном заводе Тёёлё  (Töölö) в Хельсинки (ныне Национальная опера) во время оккупации Хельсинки 13 апреля 1918 года. Затем их якобы похоронили в братской могиле недалеко от нынешнего Северного Гаагского вокзала. В обоих местах установлены мемориальные доски о судьбе эстонцев. Однако нет никаких доказательств казни и захоронения, кроме утверждений, сделанных Пеэтером Мацем и двумя его партнерами, которые подготовили отчёт. Среди прочего, в качестве доказательства была приложена фотография, на которой, как оказалось, сфальсифицировано лицо палача. Работа Сеппо Зеттерберга «Смерть Юри Вильмса» рассматривает это исследование как финансовую махинацию.
В 2008 году в шведских военных архивах были обнаружены материалы, которые могли бы пролить свет на обстоятельства гибели Вильмса. Согласно им, шведские добровольцы 2 мая 1918 года в Хаухо казнили трёх эстонцев. В рассказе об этом расстреле говорится, что у человека, который был лидером группы, был «прекрасный костюм и ухоженные руки» и наличные в размере 6000 финских марок.
Роман Яана Кросса «Мысль короля» рассказывает историю жизни Юри Вилмса.
Вошёл в составленный в 1999 году по результатам письменного и онлайн-голосования список 100 великих деятелей Эстонии XX века.